# Estación de Estoril
La Estación Ferroviaria de Estoril, también conocida como Estación de Estoril, es una estación de la Línea de Cascaes, que sirve a la localidad de Estoril, en el ayuntamiento de Cascaes, en Portugal.

## Descripción

### Vías y plataformas
En enero de 2011, presentaba tres vías de circulación, con 244 y 219 metros de longitud; las plataformas tenían ambas 200 metros de extensión, y 110 centímetros de altura.

## Historia

### Construcción e inauguración
La Compañía Real de los Caminhos de Ferro Portugueses fue autorizada, por un contrato de 5 de mayo de 1860, y por la circular del 9 de abril de 1887, a proceder a la construcción y explotación de un ferrocarril entre Cascaes y la Estación de Santa Apolónia, en Lisboa; el primer tramo, entre Pedrouços y Cascaes, donde esta plataforma se inserta, fue abierto al servicio el 30 de septiembre de 1889.

### sigloXX
En agosto de 1926, ya había sido construido el nuevo edificio de esta estación, que empleaba un estilo arquitectónico semejante al utilizado en los edificios de alrededor del parque; esta plataforma participó en las conmemoraciones de la electrificación de la Línea de Cascaes, realizadas en ese mes, habiendo la composición inaugural parado aquí, para que los invitados procedieran a un almuerzo en el Casino Estoril.